# Подкорник сосновый
Подкорник сосновый, или клоп сосновый подкоровый (Aradus cinnamomeus) – клоп семейства подкорников (Aradidae), опасный вредитель сосны в Европе и Северной Америке.

## Распространение
В Европе отмечен в следующих странах: Австрия, Белоруссия, Бельгия, Босния и Герцеговина, Великобритания, Болгария, Хорватия, Чешская Республика, Дания, Эстония, Финляндия, Франция, Германия, Греция, Венгрия, Италия, Калининградская область, Латвия, Литва, Люксембург, Македония, Молдова, Норвегия, Польша, Португалия, Румыния, Центральная Россия, Восток России, Север России, Северо-запад России, Юг России, Словакия, Словения, Испания, Швеция, Швейцария, Нидерланды, Украина, Югославия.

## Внешний вид
Яйца овальные и гладкие, сначала белые, затем тёмнеют и перед вылуплением личинки становятся тёмно-красными. Личинка похожа по форме и цвету на взрослое насекомое, но имеет более короткие усики, и меньше по размеру. Имаго с овальным телом, сильно сплющены. Цвет тёмно-коричневый, похожий на цвет сосновой коры. Голова массивная, с короткими усиками. Хоботок нитевидный, в несколько раз длиннее тела. У самца  передние передние крылья склеротизированные, задние полностью редуцированы. Самки бывают в двух формах: длиннокрылые и короткокрылые. Живое насекомое издаёт запах корицы.

## Питание
Имаго и личинки живут под корой и питаются соком, высосанным из луба и камбия дерева, зимой прячутся под корой или в мусор. Взрослые насекомые откладывают яйца с конца апреля до начала мая на коре 5—30-летних сосен, а иногда и на молодые лиственницы.

## Хозяйственное значение
В местах обитания широко распространены, однако избегают света и потому встречаются относительно редко. В случае массового заражения дерева от ствола отпадают участки коры и наблюдается пожелтение и опадание хвои. Особенно много вреда сосновые подкорные клопы приносят в зарослях. Естественные враги — верблюдки.